# Johann Michael Wolcker
Johann Michael Wolcker (getauft am 12. Mai 1702 in Schelklingen; † 16. Oktober 1784 ebenda) war ein deutscher Maler des Hochbarock in Würzburg.

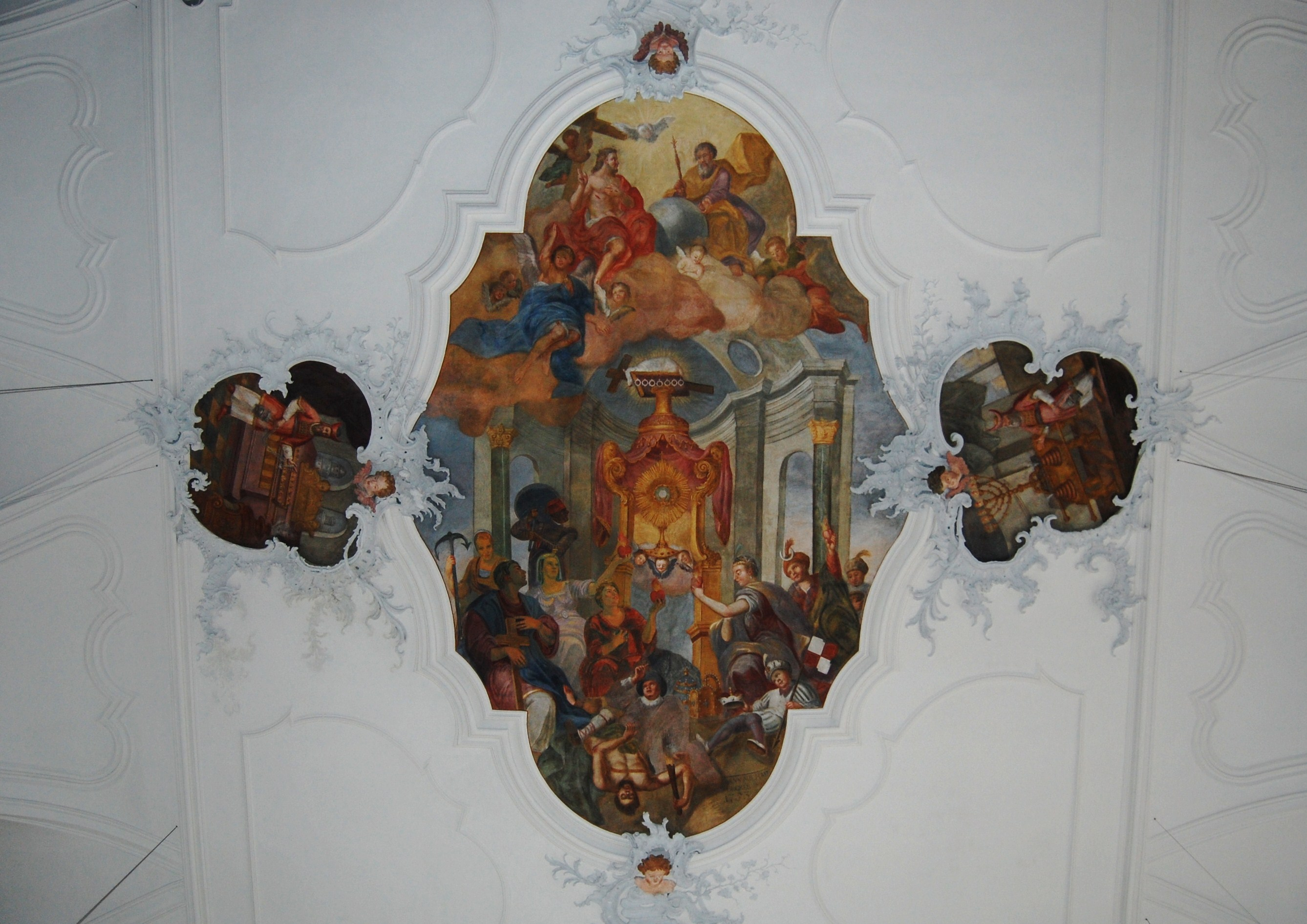
Deckengemälde von Johann Michael Wolcker aus dem Jahre 1753 in der Stadtpfarrkirche St. Bartholomäus in Volkach

## Leben
Johann Michael Wolcker (auch als Johann Michael Wolker und Michael Wolkert genannt) war der zweite Sohn des Johann Georg Wolcker des Älteren. Er wurde im Elternhaus in Schelklingen in der Bemmelbergergasse 12 geboren und am 12. Mai 1702 in Schelklingen katholisch getauft.
Er erlernte das Malerhandwerk wohl zunächst bei seinem Vater. Seine weitere Ausbildung ist unbekannt.
Wolcker ließ sich 1738 in Würzburg nieder. Am 17. November 1740 erhielt er das Bürgerrecht der Stadt Würzburg. Er war zu diesem Zeitpunkt bereits mit der Würzburger Witwe Maria Rosina Römelein verheiratet.
Wolcker besaß in Würzburg mit Sicherheit ein Haus und es ist sehr zu vermuten, dass er das Wohnhaus seiner Ehefrau Maria Rosina Römelein übernahm. Wo das Haus lag, welchen Wert es hatte und alle weiteren Umstände seiner privaten Existenz in Würzburg sind bislang unerforscht. Noch unbekannt ist der erste Ehemann der Witwe Maria Rosina Römelein und ob Kinder aus dieser Ehe vorhanden waren. Wir wissen ebenfalls noch nicht, ob Johann Michael Wolcker Kinder mit seiner Ehefrau hatte. Jedenfalls, falls es solche gegeben haben sollte, erlebten sie nicht das Erwachsenenalter, denn Johann Michael Wolcker starb ohne direkte Leibeserben.
Seine Ehefrau starb wohl vor 1775, denn 1775 verließ er Würzburg 73-jährig und kehrte nach Schelklingen zu seinem Bruder Gottfried und dessen großer Familie zurück, wo er bis zu seinem Tode wohnen blieb. Er verstarb in Schelklingen am 16. Oktober 1784.
Das Schelklinger Sterbebuch bezeichnet ihn als pictor. Testamentarisch hinterließ er ein relativ großes Vermögen. Aus seinem am 16. Mai 1784 verfassten Testament geht hervor, dass er in Schelklingen einen eigenen Hausstand hatte und von seiner Haushälterin („Hausere“) Elisabetha Dreher versorgt wurde. Ein eigenes Haus in Schelklingen ist nicht bekannt, anscheinend wohnte er zur Miete.
In seinem Testament bedachte er zunächst die Stadtarmen mit einem Almosen von 150 fl. Diese sollten vorher in der Kirche ein Gebet von fünf Vater Unser und Ave Maria verrichten, wonach das Geld an Jung und Alt durch Josef Walter und seinen Vetter Franz Ruesch verteilt werden sollte. Beide letzteren sollten als Belohnung zusammen 2 fl erhalten. Falls die Ehefrau Eva Barbara seines Bruders Gabriel in Wiesentheid noch leben sollte, sollte sie von den 150 fl die Summe von 50 fl erhalten.
Zweitens sollten die Tochter Scholastica seines verstorbenen Bruders Gottfried in Schelklingen, und die Tochter Maria Anna Wolckerin seines Bruders Gabriel, wo sie sich auch immer befinden sollte, jede 25 fl, also zusammen 50 fl zum Voraus erhalten.
Drittens vermachte er seiner Haushälterin Elisabeth Dreher alle Mobilien und Hausgerätschaften, jedoch mit Ausnahme aller seiner Kleider, seines silbernen Degens, der Hänge-Uhr, der vorhandenen Malereien, aus welch letzteren sie sich vier oder fünf Stück auswählen konnte. Dies war die Belohnung für eine über 30-jährige Freundschaft und besonders für die 15 Jahre lang erwiesenen treuen Dienste. Die silbernen Löffel und die zwei Paar Messerbestecke sollten den unten aufgeführten fünf Haupterbinnen zugehen.
Viertens sollten seiner Schwägerin Brigitta Wolcker geb. Abbt, Witwe seines Bruders Gottfried, falls sie ihn überleben sollte, 12 fl zum Andenken gegeben werden. Falls diese aber schon gestorben sein sollte, so sollten diese 12 fl wiederum an dir Armen verteilt werden.
Fünftens bestimmte er zu den fünf Haupterbinnen die vier Töchter seines Bruders Gottfried mit Namen Scholastica in Schelklingen; Maria Johanna in Schelklingen, Witwe des Kanzleiverwalters Franz Karl Kneer; Victoria, Ehefrau des Jägers in Roth; Maria Anna in Schelklingen. Schließlich war die fünfte Haupterbin Maria Anna, Tochter seines Bruders Gabriel, Ehefrau des Jägers in Wiesentheid. Einzelbestimmungen regelten noch den Fall, dass eine der fünf Haupterbinnen bereits verstorben sein sollte, und wem das Geld dann zustehen sollte.
Wenig später verstarb Johann Michael Wolcker am 16. Oktober 1784 in Schelklingen im Greisenalter von 82 Jahren. Am 23. Oktober wurde daraufhin die Erbteilung gemäß seinem Testament durchgeführt.

## Werke
Johann Michael Wolcker arbeitete vorwiegend im Würzburger Raum als Kirchenmaler. Die nachfolgende Liste seiner Werke dürfte äußerst unvollständig sein. Der Grund ist darin zu sehen, dass noch keine ernsthaften Forschungen zu ihm angestellt wurden. Überblickt man die bislang dokumentierten Werke, so ist die weit überwiegende Mehrzahl dem Genre der kirchlichen Tafelbilder und Kirchenfresken zuzuschreiben. Interessanterweise hat er auch Porträts gemalt: so hat sich ein solches von keinem Geringeren als dem Ehegemahl Kaiserin Maria Theresia’s von Habsburg-Österreich, nämlich Kaisers Franz I. Stephan erhalten. Alle einzelnen Umstände seines Schaffens in Würzburg, z. B. wie er zu seinen Aufträgen kam, in welchen Verkehrs-, Kollegen- und Verwandtschaftskreisen er verkehrte, ob er öffentliche Ämter übernahm usw. sind bislang unerforscht. Jedenfalls scheint er ordentlich verdient und gewirtschaftet zu haben, denn bei seinem Tod hinterließ er – für Schelklinger Verhältnisse jedenfalls – ein beträchtliches Vermögen.
Bei seinem Tod 1784 hinterließ er eine größere Anzahl von „Mahlereien“, wovon sich seine Haushälterin vier oder fünf Stück auswählen konnte. Der Stadtrat befand im Hinterlassenschaftsinventar diese Malereien ohne besonderen Wert, und, da sie ohnehin unter die Erben verteilt wurden, wurden diese nicht taxiert. Der Verbleib dieser Gemälde ist ungeklärt.
- 1737: Altarbilder mit den Heiligen Maximus und Aloisius in der katholischen Pfarrkirche in Frickenhausen am Main[4]
- 1738: linkes Altarbild „Immakulata“ in Döringstadt[5]
- 1743?: Altarblatt mit zwei Tafelbildern zum Hochaltar der ehemaligen Pfarrkirche Allerheiligen in Unterleinach, gemalt von „Michael Wolkert“[6][7]

- 1748: Altarblatt „Brotvermehrung“ in der Spitalkapelle Arnstein (Unterfranken), bezeichnet „J. M. Wolcker pinxit Wirtzb. 1748“[8]
- 1748: Altarblatt des rechten Seitenaltars in der Friedhofskapelle in Gerolzhofen, bezeichnet „J. M. Wolcker pinxit 1748“[9]
- 1749: Deckengemälde („Darstellung des Himmels mit vielen Heiligenfiguren“) in der Bibliothek des Konventsgebäudes der Zisterzienserabtei Bildhausen, bezeichnet „J. M. Wolcker pinxit 1749“[10]
- 1750: Mittelbild des Hochaltars („Hl. Veit“) und das Deckengemälde des Hl. Veit in Dittigheim, bezeichnet „M. Wolcker 1750“[11]
- 1752: Bild des Allerheiligen-Altars in Dittigheim, bezeichnet „M. Wolcker pinxit 1752“[12]
- 1753: Deckengemälde (Fresken) Mittelbild („Verehrung des Allerheiligsten“) in der Stadtpfarrkirche in Volkach, bezeichnet „Ioann Michael Wolcker Pinxit 1753“, umgeben von sechs kleinen Bildern: Mannaregen, Abraham und Melchisedek, Kundschafter mit der Traube, Opfer Abrahams, das Heilige und das Allerheiligste des Tempels zu Jerusalem[13]
- 1755 Bildnis Kaiser Franz I. Stephan, Ehemann Maria Theresias, signiert „I. M. Wolcker pinxit 1755“[14]
- 1774? Altarbild aus dem ehemaligen Siechenhaus „St. Nikolaus“ bei Würzburg, signiert „J. M. Wolcker [pinxit] 1774?“. Das Bild befand sich zuletzt im Mainfränkischen Museum Würzburg und verbrannte 1945[15].